# Меднянски, Мария
Мария Меднянски (венг. Mednyánszky Mária, 7 апреля 1901 — 22 декабря 1979) — венгерская спортсменка, игрок в настольный теннис, первая в истории чемпионка мира по настольному теннису.

## Биография
Родилась в 1901 году в Будапеште.
В 1926 году прошёл первый в истории чемпионат мира по настольному теннису. На этом чемпионате Мария Меднянски завоевала золотые медали в одиночном и смешанном разрядах. На следующем чемпионате мира в 1928 году она стала обладательницей золотых медалей во всех видах, где состязались женщины: в одиночном, парном и смешанном разрядах. На чемпионате мира 1929 года она стала чемпионкой лишь в личном первенстве, а в парном и смешанном разрядах ей пришлось удовольствоваться бронзовыми наградами, однако на чемпионатах 1930 и 1931 годов она опять завоевала все возможные золотые медали. В 1932 году она стала серебряной призёркой в одиночном и смешанном разрядах, завоевав золото лишь в паре, а в 1933 году, вновь заняв 2-е место в личном первенстве, она вновь стала чемпионкой в парном и смешанном разрядах. На чемпионате 1934 года (который на самом деле прошёл в декабре 1933 года) впервые состоялся женский командный турнир, в котором венгерки завоевали серебряную награду, а сама Мария Меднянски вновь стала чемпионкой в парном и смешанном разрядах. На чемпионате мира 1935 года она завоевала золотую медаль в парном разряде, серебряную в составе команды, и бронзовую — в смешанном разряде. На чемпионате мира 1936 года она стала обладательницей серебряной медали в смешанном разряде, и бронзовой — в парном. Принимала она участие и в чемпионате мира 1937 года, но наград там не завоевала.